# Complexo Fepasa
Conhecida como Complexo FEPASA, a antiga oficina ferroviária da Companhia Paulista de Estradas de Ferro está localizada na cidade de Jundiaí, São Paulo.

## Histórico
A Companhia Paulista de Estradas de Ferro detinha de uma oficina na cidade de Campinas responsável pela manutenção de suas locomotivas e carros. Diante do grande fluxo de trabalho, a companhia resolveu construir uma nova mais espaçosa e capaz de realizar maior número de serviços. A cidade de Jundiaí foi escolhida por conta de sua localização estratégica. Em 1897 a nova oficina na cidade de Jundiaí foi inaugurada e funcionou durante muitas décadas realizando serviços de manutenção, montagem, construção e reconstrução de carros, pintura, entre outros.
Na década de 1960, ocorreu a estatização da Companhia Paulista de Estradas de Ferro e em 1971 a incorporação à Ferrovia Paulista S/A (FEPASA). 
Em 2001 foi dada entrada no pedido de tombamento do Complexo. Este foi aprovado no ano de 2004 e abrange todas as edificações do perímetro. 
Atualmente, o conjunto é parcialmente utilizado, abrigando algumas seções da Prefeitura Municipal de Jundiaí, o Museu da Companhia Paulista, bem como uma unidade do Poupatempo e uma unidade da Faculdade de Tecnologia (FATEC). Uma parte do complexo, no entanto, se encontra em ruínas.

## Construção
A construção do complexo foi iniciada em 1892 com a finalidade de ser a nova oficina ferroviária da Companhia Paulista de Estradas de Ferro. O projeto foi realizado por Gustavo Adolpho da Silveira, os trabalhos de terraplenagem foram executados pelos sócios Contrucci e Giorgi sob a fiscalização do engenheiro Antônio Soares de Gouvêa e o pedreiro responsável foi João Normanton. Entre os estrangeiros envolvidos com a construção dessa edificação, destaca-se a empresa Phoenix Bridge que exportou a superestrutura metálica que compõe a cobertura em shed.
A edificação ficou dividida da seguinte forma: lado Norte, destinado à reparação de carros e vagões; lado Sul, destinado ao maquinário, ferramentas e outros serviços auxiliares à reparação; e edifício Central, onde foram instalados o escritório, inspetoria e almoxarifado geral. 
Durante seus vários anos de funcionamento, o complexo sofreu diferentes alterações e acréscimos de edificações. 